# Arthur Alquier
Pour les articles homonymes, voir Alquier.
Pour les autres membres de la famille, voir Charles-Jean-Marie Alquier.
Charles Arthur, 3e baron Alquier (La Flocellière, 29 août 1827 - Paris 8e, 3 août 1871) est un homme politique français du XIXe siècle, député de la Vendée.

## Biographie
Alquier se présenta, une première fois, comme candidat indépendant aux élections du Corps législatif (Second Empire), le 24 mai 1869, dans la 1re circonscription de la Vendée ; sur 35 259 inscrits et 21 777 votants, il obtint 10 122 voix contre 11 487 données au marquis de Sainte-Hermine, député sortant, légitimiste, qui fut réélu.
Mais l'élection de M. de Sainte-Hermine ayant été invalidée, le baron Alquier fut nommé à sa place, le 9 janvier 1870, par 12 759 voix sur 35 312 inscrits et 25 174 votants ; son concurrent, Alfred de Falloux, obtint 12 259 voix.
Il siégea jusqu'à la révolution du 4 septembre et vota parfois avec l'opposition. Il se prononça :
- le 11 juillet 1870, pour l'amendement Steenackers au budget des cultes, portant suppression du traitement des chanoines de Saint-Denis ;
- le 12 juillet, contre l'amendement Pellotan (suppression des fonds secrets) ;
- le 15 juillet, contre la proposition Jules Favre, tendant à la communication des dépêches diplomatiques ; et pour le projet de loi accordant 50 millions au ministre de la Guerre ;
- le 20 juillet, pour l'amendement Bethmont allouant une indemnité de 1 franc par jour pendant toute la durée du service actif aux femmes des soldats de la réserve et de la garde mobile ;
- le 11 août, pour l'urgence de la proposition Jules Favre, relative à l'armement des gardes nationales ;
- le 25 août, contre la proposition Jules Ferry, tendant à suspendre la loi de 1834 sur la fabrication des armes de guerre.

Le baron Alquier fut, avec MM. Lefèvre-Pontalis, d'Andelarre, Josseau, Martel, etc., à la séance du dimanche 4 septembre 1870, un des signataires de la proposition Thiers tendant à la nomination par la Chambre d'une « Commission de gouvernement et de défense nationale ».

## Vie familiale

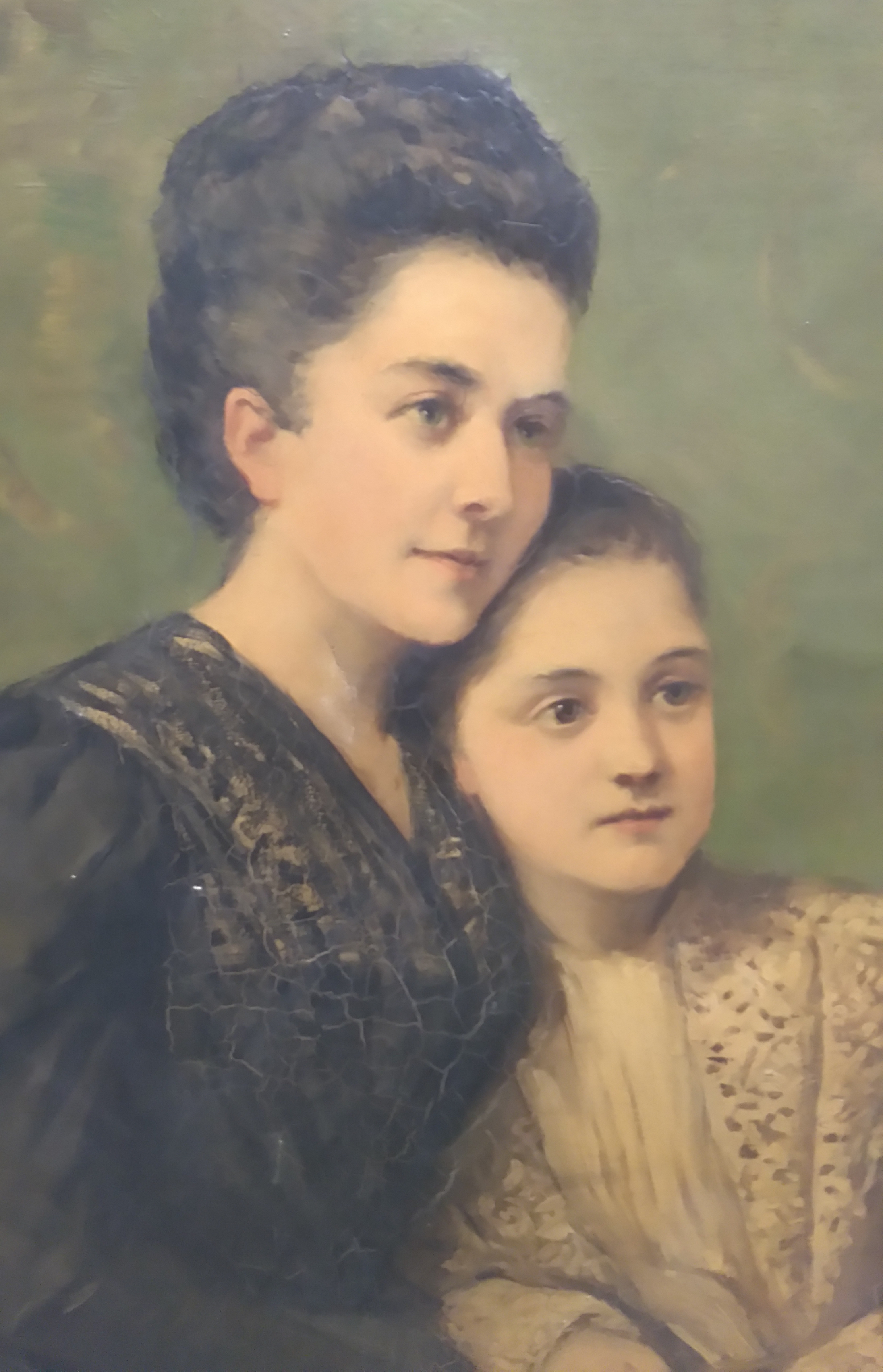
Marie-Catherine Debrousse et sa fille, par Laure Brouardel.

Aîné des enfants de Jean Charles (5 septembre 1784 - Saint-Rogatien ✝ 28 février 1865), 2e baron Alquier (confirmé dans le titre de baron héréditaire de son père par décret impérial du 5 février 1862), chef de bataillon, officier de la Légion d'honneur, marié, le 9 octobre 1826 à La Flocellière (Vendée), avec sa cousine au 2e degré Louise Adélaïde Bonnamy de Bellefontaine (née le 5 juillet 1809 - La Flocellière), fille du général Bonamy, Arthur Alquier était le petit-fils du conventionnel Charles-Jean-Marie Alquier, ambassadeur sous Napoléon Ier.
Marié à Marie-Catherine Debrousse (d) (1841-1883), fille de François-Hubert Débrousse et sœur de Jean-Hubert Debrousse, il eut d'elle une fille, Valérie-Marie-Louise Alquier (1862-1870).

## Titre
- 3e baron Alquier :
  - Confirmé dans le titre de baron de son père par lettres patentes du 4 mai 1870.

## Hommages, honneurs, mentions
Un hospice de vieillards a été fondé en 1884 sur l'emplacement du château de Bagnolet (Paris) grâce au legs de la baronne Alquier. Il porte le nom d'hospice Alquier-Debrousse et existe encore.